# 브렌다 존스
브렌다 존스(영어: Brenda Jones, 1936년 11월 17일 ~ )는 오스트레일리아의 전직 육상 선수이다. 그녀는 1958년 전국 선수권 대회 440 야드와 880 야드 경주에서 우승했다. 1960년에 그녀는 440 야드에서 5위를 했고 880 야드에서 2위를 했다. 그녀는 1960년 올림픽 800m 경주에서 자신의 기록을 같게 한 류드밀라 솁초바에게 몇 미터 져서 은메달을 땄다. 오늘날 그녀는 육상에서 활성 상태로 남아있다.

## 참조
1. ↑  브렌다 존스 보관됨 2012-10-10 - 웨이백 머신. sports-reference.com
2. ↑  1960년 로마 하계 올림픽 육상: 여자 800m[깨진 링크(과거 내용 찾기)]. sports-reference.com